# Bandlysning
Bandlysning var en kirkelig straf, som betød, at den dømte blev udelukket fra kirkefællesskabet. Man skelner mellem den lille og den store bandlysning:
- Under den lille bandlysning bliver de troende udelukket fra kirkens sakramenter, ligesom kirkelige embeder bliver nægtet den bandlyste. Den lille bandlysning er oftest tidsbegrænset.
- Den store bandlysning udelukker de ramte fuldstændigt og uden tidsbegrænsning fra menigheden (ekskommunikation).

Udelukkelse fra fællesskabet var siden Det Ny Testamentes tid kirkens traditionelle reaktion på kætteri, men også på alvorlige tilfælde af synd uden vilje til omvendelse. Her i Norden gav bandlysning god mening, for man var vant til, at grove forbrydelser kunne føre til fredløshed (dvs. udelukkelse fra fællesskabets beskyttelse og fred).
På kirkelatin brugtes ordet Anathema som fagligt udtryk for udelukkelsen fra kirkefællesskabet. Bandlysning blev anvendt overfor kættere og lydighedsnægtere enten som straf eller som trussel. Ved en fuldbyrdet bandlysning blev man ikke blot udelukket fra kirken, men efter den dengang gældende opfattelse også fra Gud selv.
I løbet af Middelalderen blev bandlysning dog brugt så ofte som trussel og som politisk magtmiddel, at den mistede sin karakter af en rent kirkelig straf og dermed også sin egentlige betydning.